# Melkøya

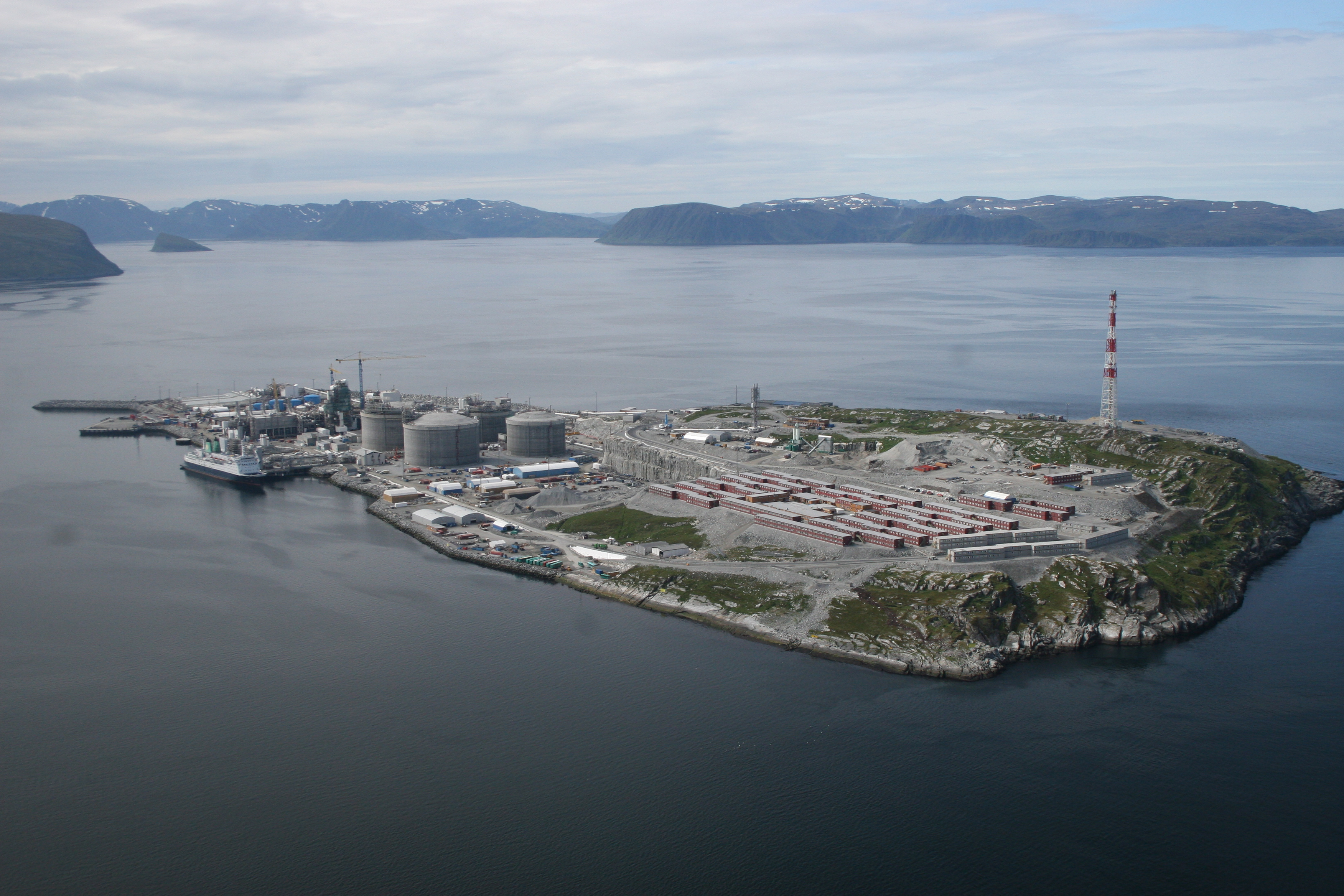
Flygfoto av Melkøya

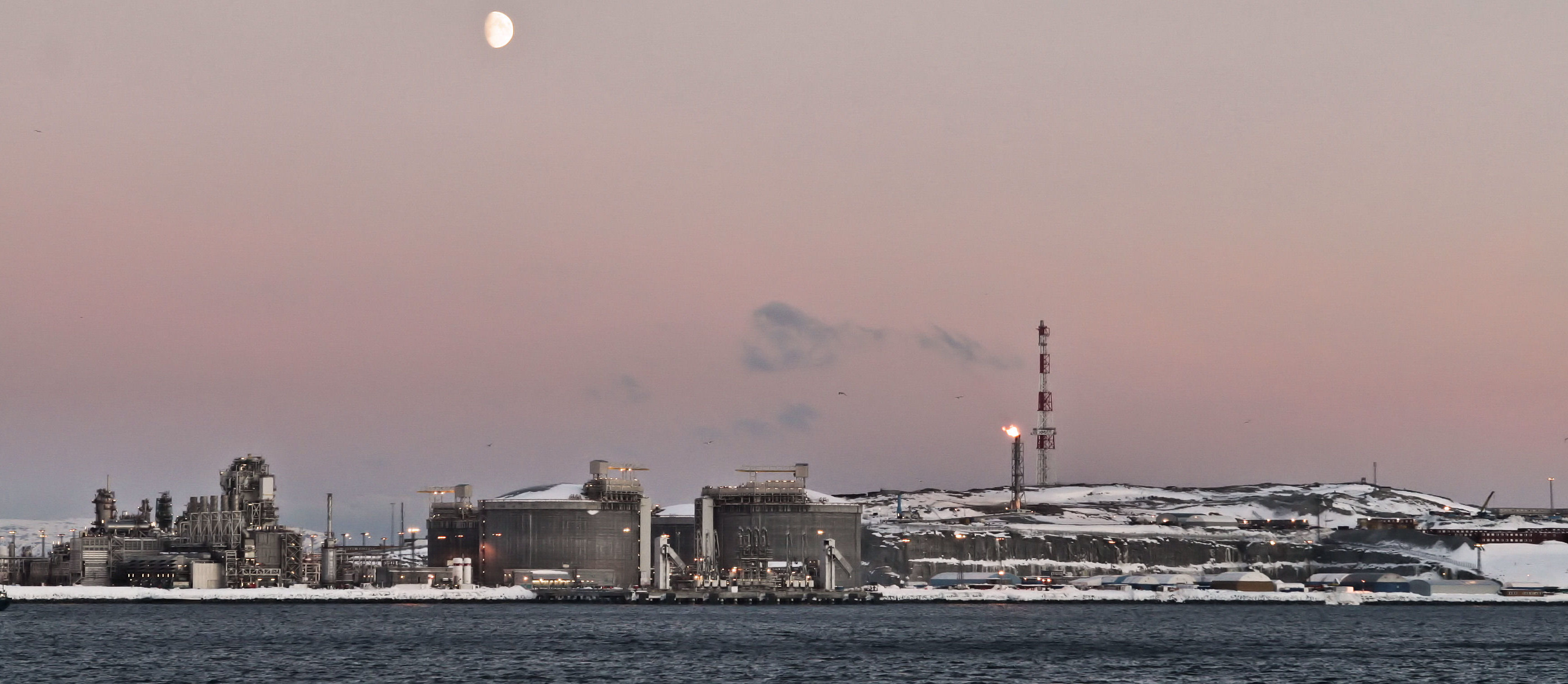
LNG-anläggningen på Melkøya, vintern 2006/2007

Melkøya  (nordsamiska: Muolkkut) är en ö i Hammerfests kommun i Troms og Finnmark fylke. Ön ligger strax nordväst om Hammerfests stadscentrum. Nästan hela ön täcks av en LNG-anläggning som tar emot naturgas från olje- och gasfältet  Snøhvit.
Snøhvitprojektet omfattar en gemensam utbyggnad av gasfyndigheterna Snøhvitfältet, Askeladd och Albatross. Utbyggnaden omfattar inrättningar på havsbotten med rörledningar som transporterar gas och kondensat til Melkøya, där gasen processas och kondenseras. Den flytande gasen transporteras med gastankfartyg till LNG-terminaler utomlands.
Gas började ledas från Snøhvit till anläggningen på Melkøya i augusti 2007.
Melkøysundtunneln går under Melkøysundet mellan Meland på Kvaløya och Melkøya. Tunneln är 2,3 kilometer lång och går 62 meter under havet. Den blev färdig 2003.

## Förhistoria
På Melkøya fanns registrerade ett antal kulturminnesmärken, vilka var automatiskt skyddade av Kulturminneloven. I samband med Statoils utbyggnad av ön släpptes kulturminnesmärkningen efter begäran om dispens, och Melkøyprosjektet i regi av Tromsø Museum gjordes arkeologiska undersökningar 2001 och 2002. Fynden därifrån visade att Melkøya först blev bosatt under tidig stenålder för omkring 11.000 år sedan. Rester av stenverktyg och tillverkning av dessa visade att bosättarna var jägare som gjorde korta besök. Från yngre stenålder (omkring 4500 före Kristus) visade fynd av eldstäder och kokgropar, gravar och annat att bosättningarna blev mer omfattande och hade längre varaktighet.